# تاتسورو موكوجيما
تاتسورو موكوجيما (باليابانية: 向島 建) (9 يناير 1966 في شيزوكا في اليابان – )؛ هو لاعب كرة قدم ياباني سابق كان يلعب كمهاجم.

## وصلات خارجية
- تاتسورو موكوجيما على موقع رابطة كرة القدم اليابانية للمحترفين (اليابانية)
- تاتسورو موكوجيما على موقع عالم كرة القدم.نت (الإنجليزية)